# Conus inflatus
Conus inflatus é uma espécie de gastrópode do gênero Conus, pertencente à família Conidae.